# Härlanda församling (före 1528)
Härlanda församling var en församling i nuvarande Göteborgs stift i nuvarande Göteborgs kommun. Församlingen uppgick 1528  i Nylöse församling.
Resterna av kyrkan återfinns som Härlanda kyrkoruin.

## Administrativ historik
Församlingen har medeltida ursprung och uppgick 1528 i Nylöse församling.